# ساديات الأقدام
ساديات الأقدام (الاسم العلمي: Tylopoda)، هي رتيبة من الحيوانات تتبع رتبة مزدوجات الأصابع. تتواجد في الأماكن البرية في آسيا وأمريكا الجنوبية وهي تشمل حيوانات الجمال واللاما والفكونة والألبكة. وهي تحتوي على فصيلة واحدة وهي الجمليات وتحتوي أيضاً على فصائل أخرى منقرضة.